# 小龟山灯塔
小龟山灯塔又名小板门灯塔，是浙江省岱山县境内的一座灯塔。灯塔位于中街山列岛中的小龟山上，邻近小板门水道为船只进入长江口的捷径，故名。1883年（清光绪九年），灯塔建成。2011年，小龟山灯塔与舟山市和宁波市境内的其他十二座灯塔被列入第三次全国文物普查百大新发现，并于2013年成为全国重点文物保护单位。